# Heinrich Meier (Politiker, 1916)

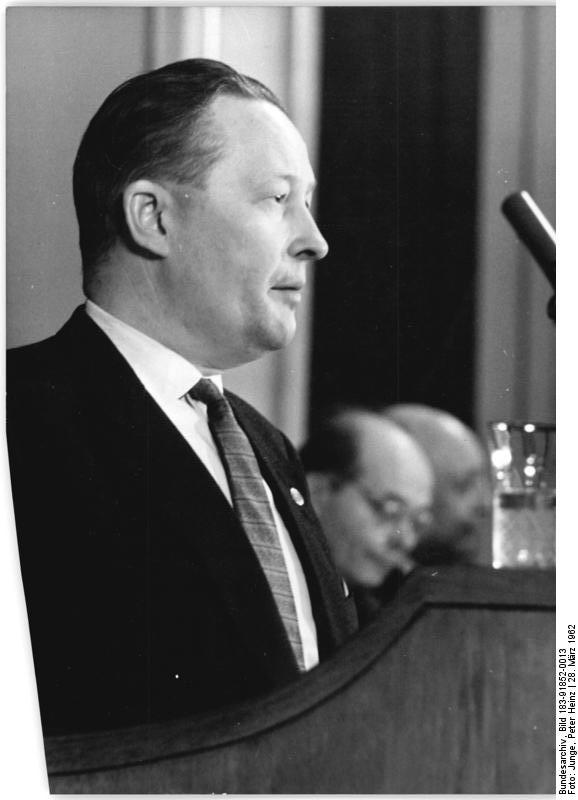
Der Abgeordnete Heinrich Meier spricht als Berichterstatter des Wirtschaftsausschusses auf der 22. Sitzung der Volkskammer am 28. März 1962 (Bild aus dem Bundesarchiv).

Heinrich Meier (* 9. Dezember 1916 in Detmold; † 23. März 1989) war ein deutscher Politiker der National-Demokratischen Partei Deutschlands (NDPD). Er war Funktionär seiner Partei und von 1972 bis 1984 Stellvertretender Minister für die Glas- und Keramikindustrie der DDR.

## Leben
Meier, Sohn eines Maurers, besuchte die Volksschule und die Baufachschule. Von 1931 bis 1935 absolvierte er ebenfalls eine Lehre im Beruf seines Vaters und übte diesen Beruf anschließend auch aus. Im Jahr 1938 legte er die Meisterprüfung ab. 1939 wurde er zur Wehrmacht einberufen. Während des Zweiten Weltkrieges geriet er 1943 bei Stalingrad in sowjetische Gefangenschaft, zu diesem Zeitpunkt hatte er den Dienstgrad eines Hauptmannes erreicht. Während der Gefangenschaft besuchte er Antifa-Schulen und war selbst als Unterrichtender tätig. 
Nach seiner Rückkehr nach Deutschland im Jahre 1949 wurde er Hauptreferent im Ministerium für Aufbau und trat 1950 der NDPD bei. Dort wurde er hauptamtlicher Mitarbeiter der Hauptabteilung (HA) für Personalpolitik. Er war Mitglied des Hauptausschusses und gehörte ab 1951 dem Parteivorstand bzw. dem Präsidium an. In den Jahren von 1950 bis 1954 absolvierte er ein Fernstudium in Potsdam zum Dipl.Wirtsch. In den Jahren von 1952 bis 1958 war er politischer Geschäftsführer seiner Partei und dann bis 1964 Sekretär des Hauptausschusses der NDPD. 
Meier zog 1953 als nachrückender Abgeordneter in der ersten Wahlperiode in die Volkskammer ein, der er als gewählter Abgeordneter bis zum Ablauf der achten Wahlperiode im Jahre 1986 angehörte. In den Jahren von 1954 bis 1958 gehörte er dort als Mitglied dem Verfassungsausschuss an und anschließend bis 1963 dem ständigen Wirtschaftsausschuss. Von 1963 bis 1967 übernahm er den stellvertretenden Vorsitz im Ausschuss für Industrie, Bauwesen und Verkehr. Seit 1961 war er Vizepräsident der Deutsch-Südostasiatischen Gesellschaft der DDR. Von 1972 bis 1984 war er stellvertretender Minister für die Glas- und Keramikindustrie. 1985 trat er in den Ruhestand, gehörte aber weiterhin als ehrenamtliches Mitglied dem Parteivorstand und dem Präsidium des Hauptausschusses der Partei an.
Heinrich Meier erhielt 1956 den Vaterländischen Verdienstorden in Silber, 1976 in Gold sowie 1982 die Ehrenspange zum Vaterländischen Verdienstorden in Gold.